# Stanča
Stanča (in ungherese Isztáncs) è un comune della Slovacchia facente parte del distretto di Trebišov, nella regione di Košice.